# (3391) Sinón
(3391) Sinón es un asteroide perteneciente a los asteroides troyanos de Júpiter descubierto por Hiroki Kosai y Kiichiro Hurukawa desde el Observatorio Kiso del monte Ontake, Japón, el 18 de febrero de 1977.

## Designación y nombre
Sinón recibió inicialmente la designación de 1977 DD3.
Más tarde, en 1986, se nombró por Sinón, un personaje de la mitología griega.

## Características orbitales
Sinón está situado a una distancia media del Sol de 5,301 ua, pudiendo acercarse hasta 4,861 ua y alejarse hasta 5,741 ua. Tiene una inclinación orbital de 14,87 grados y una excentricidad de 0,08293. Emplea 4458 días en completar una órbita alrededor del Sol.

## Características físicas
La magnitud absoluta de Sinón es 10,3 y el periodo de rotación de 8,135 horas.